# Komtigré
Komtigré är en ort i Burkina Faso.   Den ligger i provinsen Bazega Province och regionen Centre-Sud, i den centrala delen av landet, 40 km söder om huvudstaden Ouagadougou. Komtigré ligger 341 meter över havet och antalet invånare är 447.
Terrängen runt Komtigré är platt. Närmaste större samhälle är Kombissiri, 16,9 km öster om Komtigré.
Omgivningarna runt Komtigré är en mosaik av jordbruksmark och naturlig växtlighet. Runt Komtigré är det ganska tätbefolkat, med 72 invånare per kvadratkilometer.